# Челищев, Пётр Иванович
Пётр Иванович Чели́щев (1745—1811) — русский писатель, этнограф, путешественник из рода Челищевых.

## Биография
Пётр Челищев родился 14 августа 1745 года в Смоленской губернии; приходился троюродным братом сенатору А. Б. Челищеву. Имел родного брата Алексея, трое из внуков которого дослужились до генеральского чина (в их числе Н. Е. Челищев).
С 1757 года учился в Московской университетской гимназии. Окончил Пажеский корпус в 1766 году. Затем был направлен вместе с Александром Радищевым и другими пажами для довершения образования в Лейпцигский университет, где пробыл с 1766 по 1770 год. Здесь он слушал лекции по философии, социологии и физиологии профессора Эрнста Платнера.
По возвращении из-за границы, его служба не сложилась. 11 октября 1773 года был определён в Куринский пехотный полк. 18 мая 1774 года переведён поручиком в лейб-гвардии Гренадёрский полк. 9 октября 1778 года подал рапорт о переводе в Архангелогородский пехотный полк, но в 1790 году вышел в отставку в чине секунд-майора. Жил в Петербурге, довёл свои имения (1100 душ крестьян) до расстроенного состояния (в 1798 году оно было отобрано за долги). В 1773 году был членом масонской ложи «Муз», которой руководил И. П. Елагин. По рекомендации того же Елагина был посвящён в степень мастера-масона в ложе «Урания», членом которой в это же время был А. П. Радищев.
Его материалы послужили основой для написания некоторых глав «Путешествия из Петербурга в Москву». Петра Челищева считали соучастником А. Н. Радищева в составлении известной его книги «Путешествие из Петербурга в Москву», но, по бездоказательности возбуждённого обвинения, он избежал привлечения к ответственности.
В 1791 году путешествовал по северу России (по Олонецкой, Архангельской, Вологодской и Новгородской губерниям). Там он собрал материал по истории и этнографии, который объединил в книге «Путешествие по северу России в 1791 году», изданной в 1886 и 1889 годах. (в 1889 году Обществом древней письменности под редакцией Л. Н. Майкова). Несмотря на сжатость изложения, сообщаемые им факты, особенно касающиеся состояния торговли и промышленности, распространения отхожих и кустарных промыслов, имеют большое историческое значение.
Кроме «Путешествия…» ему принадлежит «Послание в Российскую Академию», заключающее в себе собрание большого количества северорусских провинциализмов, и русский перевод немецкой драматической кантаты «Feliza, Mutter der Völker», появившейся в Петербурге в 1793 году (напечатано вместе с «Путешествием»).
В конце жизни ослеп, умер в нищете.
Похоронен на Лазаревском кладбище Александро-Невской лавры в Петербурге (ныне I участок Некрополя XVIII века).

## Сочинения
- Послание в Российскую Академию. — СПб., 1793.
- Feliza, Mutter der Volker / Пер. с нем. на русск. П. И. Челищева. — СПб., 1793.
- Путешествие по северу России в 1791 году — СПб., 1886